# Championnat de Nouvelle-Zélande de football
Ne doit pas être confondu avec New Zealand Film Commission (NZFC).
Le Championnat de Nouvelle-Zélande de football (NZFC), également connu sous le nom de « National League » (ou « Dettol National League » pour des raisons de parrainage avec Dettol), est une compétition annuelle de football qui oppose les meilleurs clubs néo-zélandais entre les mois de mars et de décembre.
De 2004 à la saison 2020-21, le championnat est fondé sur un système de franchises. 8, 9 ou 10 équipes, suivant les saisons, s'affrontent. Il n'y a ni promotion ni relégation.
À partir de 2021, cette formule est remplacée par un championnat s'appuyant désormais sur des clubs. La saison est alignée sur l'année civile et se déroule en deux phases. Une première phase, se déroulant de mars à septembre, réunit 30 équipes, réparties en trois ligues régionales : Nord (Northern League, 12 clubs), Centrale (Central League, 10 clubs) et Sud (Southern League, 8 clubs). Les 9 meilleures équipes (4 pour la ligue du Nord, 3 pour la ligue du Centre et 2 pour la ligue du Sud), ainsi que Wellington Phoenix Reserve, participent ensuite à la National League Championship, qui se déroule entre septembre et décembre. Les deux meilleures équipes participent à la finale qui octroie le titre de champion.
Depuis sa création en 2005, la A-League, le championnat professionnel australien compte dans ses rangs au moins un club néo-zélandais.

Le club d'Auckland City FC détient le record de titres remportés depuis la mise en place du championnat avec 10 sacres.

## Les clubs
| Club                | Ville            |
| ------------------- | ---------------- |
| Auckland City       | Auckland         |
| Canterbury United   | Christchurch     |
| Hawke's Bay United  | Napier           |
| Otago United        | Dunedin          |
| Team Wellington     | Wellington       |
| Waikato FC          | Hamilton         |
| Waitakere United    | Waitakere        |
| YoungHeart Manawatu | Palmerston North |

## Palmarès

### Championnat sans phase finale
| Saison | Champion                  | Vice-champion        |
| ------ | ------------------------- | -------------------- |
| 1970   | Blockhouse Bay            | Eastern Suburbs      |
| 1971   | Eastern Suburbs           | Mount Wellington AFC |
| 1972   | Mount Wellington AFC      | Blockhouse Bay       |
| 1973   | Christchurch United       | Mount Wellington AFC |
| 1974   | Mount Wellington AFC      | Christchurch United  |
| 1975   | Christchurch United       | North Shore United   |
| 1976   | Wellington Diamond United | Mount Wellington AFC |
| 1977   | North Shore United        | Stop Out             |
| 1978   | Christchurch United       | Mount Wellington AFC |
| 1979   | Mount Wellington AFC      | Christchurch United  |
| 1980   | Mount Wellington AFC      | Gisborne City AFC    |
| 1981   | Wellington Diamond United | Dunedin City         |
| 1982   | Mount Wellington AFC      | North Shore United   |
| 1983   | Manurewa AFC              | North Shore United   |
| 1984   | Gisborne City AFC         | Papatoetoe AFC       |
| 1985   | Wellington Diamond United | Gisborne City AFC    |
| 1986   | Mount Wellington AFC      | Miramar Rangers      |
| 1987   | Christchurch United       | Gisborne City AFC    |
| 1988   | Christchurch United       | Mount Wellington AFC |
| 1989   | Napier City Rovers        | Mt Maunganui         |
| 1990   | Waitakere City            | Mount Wellington AFC |
| 1991   | Christchurch United       | Miramar Rangers      |
| 1992   | Waitakere City            | Waikato United       |

### Introduction d'un tournoi final
| Saison | Champion                | Score              | Vice-champion               |
| ------ | ----------------------- | ------------------ | --------------------------- |
| 1993   | Napier City Rovers      | 4-3 (a.p.)         | Waitakere City              |
| 1994   | North Shore United      | 3-1                | Napier City Rovers          |
| 1995   | Waitakere City          | 4-0                | Waikato United              |
| 1996   | Waitakere City          | 5-2                | Miramar Rangers             |
| 1997   | Waitakere City          | 3-1                | Napier City Rovers          |
| 1998   | Napier City Rovers      | 5-2                | Central United              |
| 1999   | Central United          | 3-1                | Dunedin Technical           |
| 2000   | Napier City Rovers      | 0-0 (4 t.a.b. à 2) | University-Mount Wellington |
| 2001   | Central United          | 3-2                | Miramar Rangers             |
| 2002   | Miramar Rangers         | 3-1                | Napier City Rovers          |
| 2003   | Miramar Rangers         | 3-2                | East Auckland               |
| 2004   | championnat non terminé |                    |                             |

### New Zealand Football Championship (NZFC)
| Saison    | Champion         | Score              | Vice-champion      |
| --------- | ---------------- | ------------------ | ------------------ |
| 2004-2005 | Auckland City    | 3-2                | Waitakere United   |
| 2005-2006 | Auckland City    | 3-3 (4 t.a.b. à 3) | Canterbury United  |
| 2006-2007 | Auckland City    | 3-2                | Waitakere United   |
| 2007-2008 | Waitakere United | 2-0                | Team Wellington    |
| 2008-2009 | Auckland City    | 2-1                | Waitakere United   |
| 2009-2010 | Waitakere United | 3-1                | Canterbury United  |
| 2010-2011 | Waitakere United | 3-2                | Auckland City      |
| 2011-2012 | Waitakere United | 4-1                | Team Wellington    |
| 2012-2013 | Waitakere United | 4-3 (a.p.)         | Auckland City      |
| 2013-2014 | Auckland City    | 1-0                | Team Wellington    |
| 2014-2015 | Auckland City    | 2-1                | Hawke's Bay United |
| 2015-2016 | Team Wellington  | 4-2 (a.p.)         | Auckland City      |
| 2016-2017 | Team Wellington  | 2-1                | Auckland City      |
| 2017-2018 | Auckland City    | 1-0                | Team Wellington    |
| 2018-2019 | Eastern Suburbs  | 3-0                | Team Wellington    |
| 2019-2020 | Auckland City    | non jouée*         | Team Wellington    |
| 2020-2021 | Team Wellington  | 4-2                | Auckland City      |

* Le 18 mars 2020, en raison de l'épidémie de Covid-19, la fédération annonce la fin anticipée du championnat. Les deux dernières journées, les demi-finales et la finale sont annulées. Auckland City, en tête du classement provisoire, est déclaré champion et obtient un accessit pour la Ligue des champions de l'OFC 2021. L'autre représentant néo-zélandais dans cette compétition sera Team Wellington, deuxième du classement.

### National League
| Saison | Champion                         | Score                            | Vice-champion                    |
| ------ | -------------------------------- | -------------------------------- | -------------------------------- |
| 2021   | Auckland United / Auckland city* | Auckland United / Auckland city* | Auckland United / Auckland city* |
| 2022   | Auckland City                    | 3-2                              | Wellington Olympic               |
| 2023   | Wellington Olympic               | 2-0                              | Auckland City                    |
| 2024   | Auckland City                    | 3-2                              | Birkenhead United                |

* Le 2 novembre 2021, en raison de la persistance des restrictions dans la région d'Auckland dues à la pandémie de Covid-19, la fédération annonce l'annulation de la phase nationale et de la grande finale. Le titre de champion n'est pas attribué.